# Füzi János (fizikus)
Füzi János (Brassó, 1960. május 26. – 2020. január 11.) fizikus, a Magyar Tudományos Akadémia Wigner Fizikai Kutatóközpont Szilárdtestfizikai és Optikai Intézet Neutronspektroszkópiai Osztályának vezetője.

## Életrajz
Gyermekkorát szülővárosában, Brassóban töltötte. Édesanyja pürkereci volt, édesapja székelyzsombori, ezért a nyarakat szívesen töltötte ezekben a falvakban. Elemi és középiskolai tanulmányait Brassóban végezte, kitűnő eredménnyel. Rendszeresen részt vett tanulmányi versenyeken, ahol mindig a legjobbak között végzett. 
A Brassói Transilvania Egyetem Villamosmérnöki Karán okleveles villamosmérnök diplomát szerzett 1985-ben. A főiskolai tanulmányai után a Vidombáki Repülőgépgyárban kezdett el dolgozni villamosmérnökként. Közben jelentkezett a Babes-Bolyai Egyetem Matematikai Karára, ahol okleveles matematikusként végzett 1992-ben. 
Hét év után a vidombáki repülőgépgyárban szerzett tapasztalatait oktatóként is kamatoztatni kezdte a diplomát adó intézményében.  A Transilvania Egyetemen 1992-től először egyetemi tanársegéd, adjunktus, majd docens volt, 2004-ben pedig átvehette professzori kinevezését.  
PhD tudományos fokozatát villamosmérnöki tudományágban szerezte 1997-ben, szintén a Brassói Transilvania Egyetemen. Disszertációjának címe: A mágneses hiszterézis matematikai modelljei és alkalmazásuk az elektromágneses rendszerek számítógépes szimulációjában. 
2000-ben Bolyai János-ösztöndíjat nyert mágneses hiszterézis modellezés témában, ekkor költözött Magyarországra és került a Wigner Fizikai Kutatóközpont elődintézményéhez, ahol neutronoptikai eszközök fejlesztésére kapott megbízást. Később az MTA-Wigner Fizikai Kutatóközpont Szilárdtestfizikai és Optikai Kutatóintézet Neutronspektroszkópiai Osztályának tudományos főmunkatársa, majd osztályvezetője lett.  
A Pécsi Tudományegyetem Műszaki és Informatikai Karán 2005 óta oktatott a villamosmérnök képzésben. Oktatott tantárgyai: fizika, elektronika és irányítástechnika voltak.
2013-ban habilitált a Kar Breuer Marcell Doktori Iskolájában, melynek a professzori fokozat megszerzését követően törzstagja is lett.
A mágneses hiszterézis modellezés mellett kutatási területei közé tartozott az erőhatások számítása mágneses térben; grafikai módszerek alkalmazása komplex rendszerek modellezésében; neutronoptikai nyalábvizsgálati eljárások fejlesztése; mágneses neutronoptikai eszközök fejlesztése; mágneses és elektromos struktúrák vizsgálata rádió,  mikrohullám, és távoli infravörös tartományban.
Számos tudományos publikáció szerzője volt, köztük négy olyan szakkönyv írója, melyek kiemelkedőek a „grafikai módszerek alkalmazása komplex rendszerek modellezésében” témakörben.